# ジェームズ・ハミルトン (第4代バーゲニー卿)
第4代バーゲニー卿ジェームズ・ハミルトン（英語: James Hamilton, 4th Lord Bargeny、1710年11月29日 – 1736年3月28日）は、スコットランド貴族。

## 生涯
第3代バーゲニー卿ウィリアム・ハミルトンと2人目の妻マーガレット・ダンダス（Margaret Dundas、1717年3月30日没）の息子として、1710年11月29日に生まれた。
1712年頃に父が死去すると、バーゲニー卿の爵位を継承した。
当時の貴族の風習として、外国旅行の形で教育を受けたという。
1736年3月28日にエディンバラで死去、4月5日に埋葬された。生涯未婚であり、彼の死に伴い初代バーゲニー卿ジョン・ハミルトンの男系男子は断絶、バーゲニー卿の爵位も廃絶したとされる。